# Antonio de los Reyes Correa
Antonio de los Reyes Correa (Arecibo, Puerto Rico, c. 1665 - Arecibo, 9 de junio de 1758), también conocido como el capitán Correa, fue un militar puertorriqueño que se desempeñó como capitán en la Infantería de Marina española. Correa y sus hombres defendieron la localidad de Arecibo de una invasión británica en 1702.

## Primeros años
Correa nació en Arecibo, Puerto Rico, hijo de José Rodríguez Correa y Francisca Rodríguez de Valdez Colón. Estuvo a cargo de una pequeña milicia cuya labor era proteger la localidad de Arecibo de cualquier ataque al que pudiera estar sujeta, ya fuese por parte de piratas o de fuerzas extranjeras. Su salto a la fama se produjo como resultado de su defensa de la localidad de un ataque y posible invasión de los británicos el 5 de agosto de 1702.

## Defensa de Arecibo
Durante la primera parte del siglo XVIII, el Reino Unido estaba en guerra con España y ordenó un ataque a las posesiones españolas en el Nuevo Mundo. El 5 de agosto de 1702, dos buques de guerra británicos se acercaron al pueblo costero de Arecibo. Dos botes más pequeños con una compañía de soldados británicos desembarcaron en la playa de Arecibo. La milicia puertorriqueña -encabezada por Correa- contaba con sólo treinta hombres, armados únicamente con lanzas y machetes, que combatieron a los ingleses, mejor armados con mosquetes y espadas. Al final de la batalla había veintidós británicos muertos en tierra y ocho en el mar, incluido el capitán a cargo de las tropas de desembarco, que había muerto a manos de Correa. El propio Correa resultó herido pero los británicos se fueron y la ciudad de Arecibo se salvó. Como resultado, Correa fue declarado héroe nacional puertorriqueño.

## Honores y años posteriores
Correa fue galardonado con la medalla de oro de la Real Efigie por el rey Felipe V de España y recibió el título de "Capitán de Infantería" el 23 de septiembre de 1703. Estaba dentro de la tradición española el nombrar a su Capitán de Infantería para el cargo de alcalde. Correa ejerció como alcalde interino de Arecibo entre 1700 y 1701 y como alcalde oficial de 1701 a 1705. Posteriormente lo fue nuevamente de 1710 a 1714 y de 1716 a 1744.
El capitán Antonio de los Reyes Correa, estuvo casado con Estefanía Rodríguez de Matos y Colón, descendiente de una importante familia criolla afincada en la isla desde 1509. Murió el 9 de junio de 1758. Arecibo es conocida como la "Villa del Capitán Correa", un honor otorgado por la gente de la localidad. El pueblo de Arecibo también honró a Correa al incluir un cinturón dorado en su Escudo de Armas con las palabras "Muy Leal" en representación de Correa. El 8 de enero de 2004, el Gobierno de Puerto Rico aprobó la ley pública n. 29 (P. de la C. 4029 LEY NUM. 29. 8 DE ENERO DE 2004) estableciendo el 5 de agosto como el Día de Antonio de los Reyes Correa. En la ciudad de Ponce, en el sur de Puerto Rico, una calle lleva su nombre. Va desde el Barrio Segundo hasta el Barrio Primero y termina en la parte norte del Barrio Canas Urbano en la Avenida Las Américas.